# Чортово
Чо́ртово (рос. Чертово) — присілок у складі Цілинного округу Курганської області, Росія.
Населення — 30 осіб (2010, 77 у 2002).
Національний склад станом на 2002 рік:
- росіяни — 96 %